# Trzebiechowo (jezioro w woj. zachodniopomorskim)
Trzebiechowo (niem. Lüterssee See) – duże jezioro rynnowe w Polsce, położone w województwie zachodniopomorskim, w powiecie szczecineckim, w gminie Szczecinek.
Akwen leży na Pojezierzu Drawskim. Na północno-zachodnim brzegu jeziora znajduje się wieś Trzebiechowo.